# ئی‌ام‌دی جی‌ام۶سی
ئی‌ام‌دی جی‌ام۶سی (انگلیسی: EMD GM6C) یک لوکوموتیو برقی ساخت شرکت جنرال موتورز الکترو-موتیو دیویژن است.
این لوکوموتیو که در مه ۱۹۷۵ تولید شده دارای ۶۰۰۰ اسب بخار توان خروجی و ۱۶۵٬۵۶۱ کیلوگرم وزن بوده است.